# Gérard Poirier
Pour les articles homonymes, voir Poirier (homonymie).
Gérard Poirier, né le 4 février 1930 à Montréal et mort le 19 décembre 2021 dans la même ville, est un comédien et metteur en scène québécois.

## Biographie
Né à Montréal le 4 février 1930, Gérard Poirier découvre sa raison d'être, le théâtre, à l'âge de 12 ans alors qu'il avait été choisi pour incarner le rôle du Sieur de Maisonneuve en l'honneur du tricentenaire de Montréal. Gérard Poirier a enchaîné plusieurs rôles par la suite comme celui de Roméo, Cyprien, Pascal, Henry et Antoine. Il s'investit également dans le théâtre amateur. Comme les écoles prestigieuses de théâtre n'existaient pas encore en 1950, Gérard Poirier entreprend ses études collégiales au Collège André-Grasset et obtient son diplôme en 1952. Par la suite, il obtient un baccalauréat en pédagogie, tout en dirigeant une troupe de comédiens amateurs.
Très vite, il délaisse l'enseignement pour devenir comédien. Son succès est rapide, tant à la télévision que sur scène. 
En début de carrière, pendant une décennie, il participe étroitement à la croissance du Théâtre du Rideau Vert. Il joue par la suite pour toutes les compagnies montréalaises, dont le Théâtre du Nouveau Monde, ce qui lui vaut de vifs succès. 
Ses apparitions à la télévision québécoise sont fort nombreuses, et remontent au tout début de la télévision dans les années 1950. Il jouera entre autres le rôle de Marcel Latour, de 1957 à 1961 dans  La Pension Velder de Robert Choquette
Il enseigne l'art dramatique au Conservatoire d'art dramatique de Montréal (années 1974-) et aux cégeps de Sainte-Thérèse et de Saint-Hyacinthe pendant cinq ans, tout en donnant des cours particuliers. Au fil des ans, plusieurs compagnies ont fait appel à ses talents de metteur en scène. Le théâtre est pour lui le vrai métier de l'acteur.  
Gérard Poirier tourne dans une quinzaine de films. Reconnu pour la qualité de sa langue, il est un porte-parole officiel de l’Office québécois de la langue française.
Le fonds d’archives Gérard Poirier (P917) est conservé au centre BAnQ Vieux-Montréal de la Bibliothèque et Archives nationales du Québec.
Souffrant de la maladie d'Alzheimer pendant plusieurs années, il est transféré au CHSLD Pierre-Joseph Triest. Il meurt le 19 décembre 2021 à l'âge de 91 ans.

## Filmographie

### Cinéma
- 1970 : Le Soleil des autres de Jean Faucher
- 1972 : Quelques arpents de neige de Denis Héroux
- 1974 : Les Beaux Dimanches de Richard Martin : Paul
- 1977 : Panique de Jean-Claude Lord : le premier ministre Chevrier
- 1981 : Les Plouffe de Gilles Carle : curé Folbèche
- 1986 : Qui a tiré sur nos histoires d'amour de Louise Carré : M. Bonin
- 1987 : La Ligne de chaleur : Eugène Filion
- 1988 : Bonjour Monsieur Gauguin de Jean-Claude Labrecque
- 1991 : Nénette
- 1993 : Monsieur Ripois (TV) : Barney
- 1993 : Catherine Courage (TV) : le professeur Acclère
- 1993 : Matusalem de Roger Cantin : Pirate de Monbars
- 1995 : Le voyage du couronnement (de Michel Marc Bouchard - Théâtre TNM)
- 1998 : Pendant ce temps... : vieux monsieur
- 1998 : À toi pour toujours, ta Marie-Lou. (TV)
- 2001 : Nuit de noces d'Émile Gaudreault : Jules
- 2010 : Reste avec moi
- 2010 : La Cerisaie (d'Anton Tchekov)
- 2011 : Henry de Yan England : Henry

### Télévision
- 1954 - 1957 : L’Île aux trésors : le roi de Chocoslavie
- 1955 - 1956 : Je me souviens (série télévisée) : un officier
- 1955 - 1958 : Beau temps, mauvais temps (série télévisée) : Alain Olivier
- 1957 - 1959 : Opération-mystère (série télévisée) : professeur Caïus
- 1957 - 1959 : Radisson : Dubois
- 1957 - 1961 : La Pension Velder (série télévisée) : Marcel Latour
- 1959 - 1963 : Le Grand Duc (série télévisée)
- 1959 - 1963 : Joie de vivre (série télévisée) : Pierre Dubois
- 1960 - 1964 : Filles d'Ève (série télévisée) : Me Jacques Sorbier
- 1962 : La Mort dans l'âme (téléthéâtre de Claude Jasmin)
- 1962 - 1965 : Le Pain du jour (série télévisée) : l'abbé Comtois
- 1965 - 1967 : Le Bonheur des autres (série télévisée) : Camille Bastien
- 1966 : Les Papiers d'Aspern (téléthéâtre de Paul Blouin)
- 1967 - 1968 : D'Iberville (série télévisée) : Louis Phélipeaux de Pontchartrain
- 1968 - 1972 : Le Paradis terrestre (série télévisée) : Gilles Damphousse
- 1970 : Le Gardien (téléthéâtre)
- 1970 : Une maison... un jour... (TV) : Michel
- 1971 : Des souris et des hommes (téléthéâtre de Paul Blouin) : Slim
- 1973 : Nic et Pic (émission jeunesse)
- 1975 : L'histoire du zoo (Zoo Story) (téléthéâtre d'Edward Albee, traduction de Marcel Dubé)
- 1976 - 1977 : Quinze ans plus tard (série télévisée) : Marcel Latour
- 1976 - 1979 : Le Grenier (série télévisée) : le fakir Sâdhu Bidishâh
- 1976 - 1980 : Du tac au tac (série télévisée) : Antoine Gamache, directeur de la Place des Arts
- 1980 : Chez Denise : Professeur de Jeannot (saison 2, épisode 1)
- 1980 - 1986 : Le Temps d'une paix (série télévisée) : Cyprien Fournier, le notaire
- 1984 - 1988 : Le Parc des braves (série télévisée) : Tancrède Rousseau
- 1987 : Laurier (feuilleton TV) : Mgr Laflèche
- 1989 : Lance et compte (saison 3) : le ministre de la Justice
- 1990 : Desjardins : la vie d'un homme, l'histoire d'un peuple : Mgr Bégin
- 1990 - 1992 : Jamais deux sans toi (série télévisée) : Dr Philippe Bachand
- 1992 : Montréal ville ouverte (feuilleton TV) : Joseph-Napoléon Drapeau
- 1993 : Les grands procès : Me Taschereau
- 1993 : Blanche (minisérie) : le notaire Parizeau
- 1997 : Un gars, une fille (série télévisée) : Jean-Pierre
- 2001 - 2003 : Mon meilleur ennemi (série télévisée) : André Langlois, #2
- 2003 - 2017 : L'Auberge du chien noir : Mathias Fréchette
- 2004 - 2005 : Le Bleu du ciel (série télévisée) : Mgr Mauril Jalbert
- 2013 - 2016 : Mémoires vives : Clermont Geoffrion

## Théâtre
- 1974 : Cyrano de Bergerac d'Edmond Rostand, mise en scène Jean-Luc Bastien et Gilles Pelletier : le Comte de Guiche
- 1975 : Le Gardien de Harold Pinter, mise en scène Paul Blouin : Aston
- 1978 : Candida de G. B. Shaw, mise en scène Hubert Noel : Révérend Morell
- 1978 : La Crique de Guy Foissy, mise en scène Paul Buissonneau : lui
- 1985 : Chacun sa vérité de Luigi Pirandello, mise en scène Danièle J Suissa : Monsieur Agazzi
- 1987 : Douze Hommes en colère de Reginald Rose, mise en scène Claude Maher : Juré 4
- 1988 : Faisons un rêve de Sacha Guitry, mise en scène Janine Sutto : lui
- 1990 : Ruy Blas de Victor Hugo, mise en scène Guillermo De Andrea : Don Salluste de Bazan
- 1991 : On ne badine pas avec l'amour d'Alfred de Musset, mise en scène Olivier Reichenbach : le Baron
- 1992 : Sainte Jeanne de George Bernard Shaw, mise en scène d'Yves Desgagnés : l'archevêque de Reims
- 1993 : La Foire de la Saint-Barthélemy de Ben Jonson, mise en scène Guillermo De Andrea : Adam Overdo
- 1994 : Le Dindon de Georges Feydeau, mise en scène Denise Filiatrault : Pinchard et Gérôme
- 1996 : L'Antichambre de Jean-Claude Brisville, mise en scène Fernand Rainville : Président Hénault
- 1997 : La Serva Amorosa de Carlo Goldoni, mise en scène Daniel Roussel : Ottavio (production francophone)
- 1998 : Une visite inopportune de Copi, mise en scène André Brassard : Hubert
- 1999 : Roméo et Juliette de Shakespeare, mise en scène Martine Beaulne : Frère Laurent
- 1999 : Un mari idéal d'Oscar Wilde, mise en scène Françoise Faucher : Lord Caversham
- 2000 : Les Chaises d'Eugène Ionesco, mise en scène Paul Buissonneau : le vieux
- 2001 : Les Oiseaux de proie de John Logan, mise en scène Claude Poissant : Clarence Darrow
- 2002 : Le Grand Retour de Boris S., de Serge Kribus, mise en scène Denis Bernard : Boris
- 2003 : Les Manuscrits du déluge de Michel Marc Bouchard, mise en scène Barbara Nativi : Samuel
- 2006 : Oncle Vania de Tchekhov, mise en scène d'Yves Desgagnés : Sérébriakov
- 2007 : La Mouette de Tchekhov, mise en scène d'Yves Desgagnés : Sorine
- 2008 : Halpern et Johnson de Lionel Goldstein, mise en scène Monique Duceppe (Théâtre Jean-Duceppe) : Johnson
- 2010 : Oncle Vania de Tchekhov, mise en scène d'Yves Desgagnés : Firs

## Récompenses et nominations

### Récompenses
- 1988 : Prix Gémeaux, Meilleure interprétation, premier rôle masculin : série dramatique ou de comédie  (Le Parc des Braves)
- 1996 : Ordre du Canada[5]
- 1997 : Prix Gascon-Roux des abonnés du Théâtre du Nouveau Monde[5]
- 2002 : Prix Gémeau, Meilleure interprétation rôle de soutien masculin : téléroman
- 2006 : Chevalier de l’ordre de la Pléiade[5]
- 2007 : Officier de l'Ordre national du Québec[5]